# Comuna Alțina, Sibiu
Alțina (în dialectul săsesc Alzen, Âltsen, în germană Alzen, în maghiară Alcina) este o comună în județul Sibiu, Transilvania, România, formată din satele Alțina (reședința), Benești și Ghijasa de Sus.

## Demografie
Componența etnică a comunei Alțina
     Români (58,51%)
     Romi (27,4%)
     Germani (2,02%)
     Alte etnii (0,52%)
     Necunoscută (11,55%)
Componența confesională a comunei Alțina
     Ortodocși (83,89%)
     Evanghelici augustani (1,83%)
     Alte religii (2,48%)
     Necunoscută (11,81%)
Conform recensământului efectuat în 2021, populația comunei Alțina se ridică la 1.533 de locuitori, în scădere față de recensământul anterior din 2011, când fuseseră înregistrați 1.562 de locuitori. Majoritatea locuitorilor sunt români (58,51%), cu minorități de romi (27,4%) și germani (2,02%), iar pentru 11,55% nu se cunoaște apartenența etnică. Din punct de vedere confesional, majoritatea locuitorilor sunt ortodocși (83,89%), cu o minoritate de evanghelici augustani (1,83%), iar pentru 11,81% nu se cunoaște apartenența confesională.

## Politică și administrație
Comuna Alțina este administrată de un primar și un consiliu local compus din 11 consilieri. Primarul, Adrian-Gheorghe Antal[*], de la Partidul Social Democrat, este în funcție din 1 noiembrie 2024. Începând cu alegerile locale din 2024, consiliul local are următoarea componență pe partide politice:
|  | Partid                          | Consilieri | Componența Consiliului | Componența Consiliului | Componența Consiliului | Componența Consiliului | Componența Consiliului | Componența Consiliului |
|  | ------------------------------- | ---------- | ---------------------- | ---------------------- | ---------------------- | ---------------------- | ---------------------- | ---------------------- |
|  | Partidul Social Democrat        | 6          |                        |                        |                        |                        |                        |                        |
|  | Alianța pentru Unirea Românilor | 4          |                        |                        |                        |                        |                        |                        |
|  | Partidul Național Liberal       | 1          |                        |                        |                        |                        |                        |                        |

## Personalități
- Adolf Gottschling (1841-1918), profesor, unul din pionierii meteorologiei
- Iacobus Paleologus (sec. XVII), urmaș al dinastiei împăraților bizantini cu același nume, se refugiază în 1574 în Alțâna unde scrie opera „Disputatio scholastica“.

## Primarii comunei
- 1996[8] - 2000 - Brezaie Vasile, de la PDAR
- 2000[9] - 2004 - Brezaie Vasile, de la APR
- 2004[10] - 2008 - Brezaie Vasile, de la PSD
- 2008[11] - 2012 - Ioan Bucșă, de la PSD
- 2012[12] - 2016 - Ioan Bucșă, de la USL
- 2016[13] - 2020 - Ioan Bucșă, de la PSD